# Astiphromma barbatulum
Astiphromma barbatulum är en stekelart som beskrevs av Schwenke 1999. Astiphromma barbatulum ingår i släktet Astiphromma och familjen brokparasitsteklar. Inga underarter finns listade.